# 丘拉基夫卡

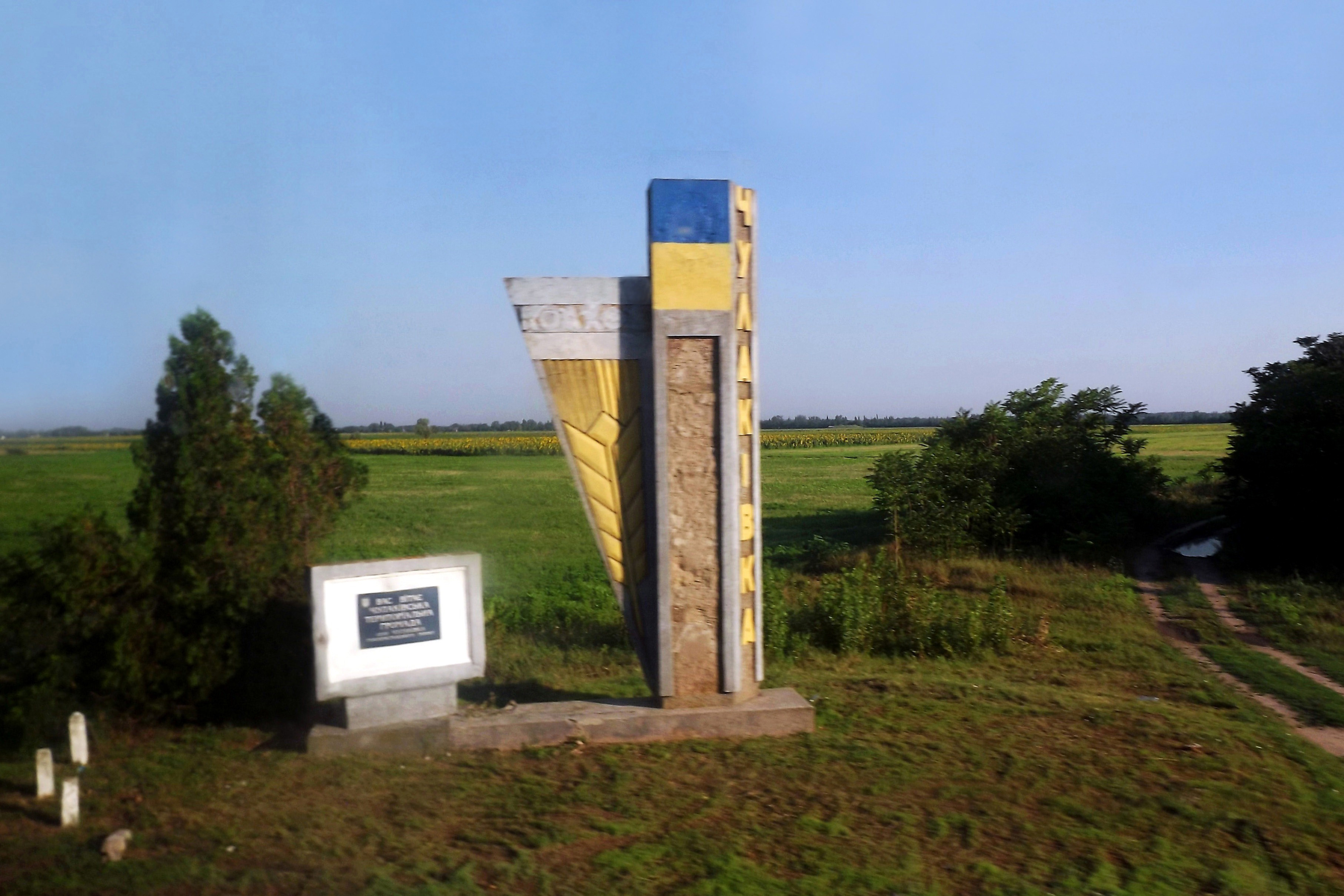
村口前的石碑

丘拉基夫卡（烏克蘭語：Чулаківка），或译为丘拉科夫卡，是烏克蘭南部赫爾松州斯卡多夫斯克區丘拉基夫卡市镇内的村落及其行政中心。始建於1751年，面積7.05平方公里，海拔高度12米，2001年人口3,087，人口密度每平方公里438.2人。